# Antodice cretata
Antodice cretata är en skalbaggsart som beskrevs av Bates 1872. Antodice cretata ingår i släktet Antodice och familjen långhorningar.
Artens utbredningsområde är:
- Costa Rica.
- El Salvador.
- Guatemala.
- Nicaragua.
- Panama.

Inga underarter finns listade i Catalogue of Life.